# 京尼平
京尼平是一种有机化合物，分子式C11H14O5，属于环烯醚萜衍生物，是栀子苷的苷元（糖苷配基） 。